# Gyalmár
Gyalmár (románul: Gelmar) falu Romániában, Erdélyben, Hunyad megyében.

## Fekvése
A Maros bal partján, Szászvárostól nyolc kilométerre északkeletre fekszik. Területéhez tartozik a falu és az állomás között félúton fekvő egykori mezőgazdasági kísérleti telep.

## Nevének eredete
Először egy 1291-ből való oklevél 1320-as másolatában maradt fenn a neve, Galmar alakban. Kiss Lajos szerint a gyalom szó és az -ár foglalkozásnév-képző összetétele, gyalommal halászó szolgálónépek településére utalt. 1516-ban Gyalmar, 1733-ban Gyál-Máre (vö. román deal mare 'nagy domb'), 1750-ben Zsilman.

## Népessége
- 1785-ben 208 lakosa volt. Ugyanazon évben 35 ortodox családfőt, a rákövetkezőben hét görögkatolikus lelket írtak össze.[2]
- 1900-ban 326 lakosából 296 volt román és 25 magyar anyanyelvű; 302 ortodox, 15 római katolikus és 7 református vallású.
- 2002-ben 480 lakosából 474 volt román és 6 magyar nemzetiségű; 438 ortodox és 11 római katolikus vallású.

## Története
Szászvárosszéki falu volt, évszázadokig átkelőhely a Maroson. 1894 és 1908 között a korábbi komp helyén az EMKE közbenjárására építettek vashidat. Legnagyobb birtokosa 1910-ben az algyógyi székely földművesiskola volt.

## Látnivalók
- Szép formájú, faerkélyes ortodox temploma 1918-ban épült.

## Források

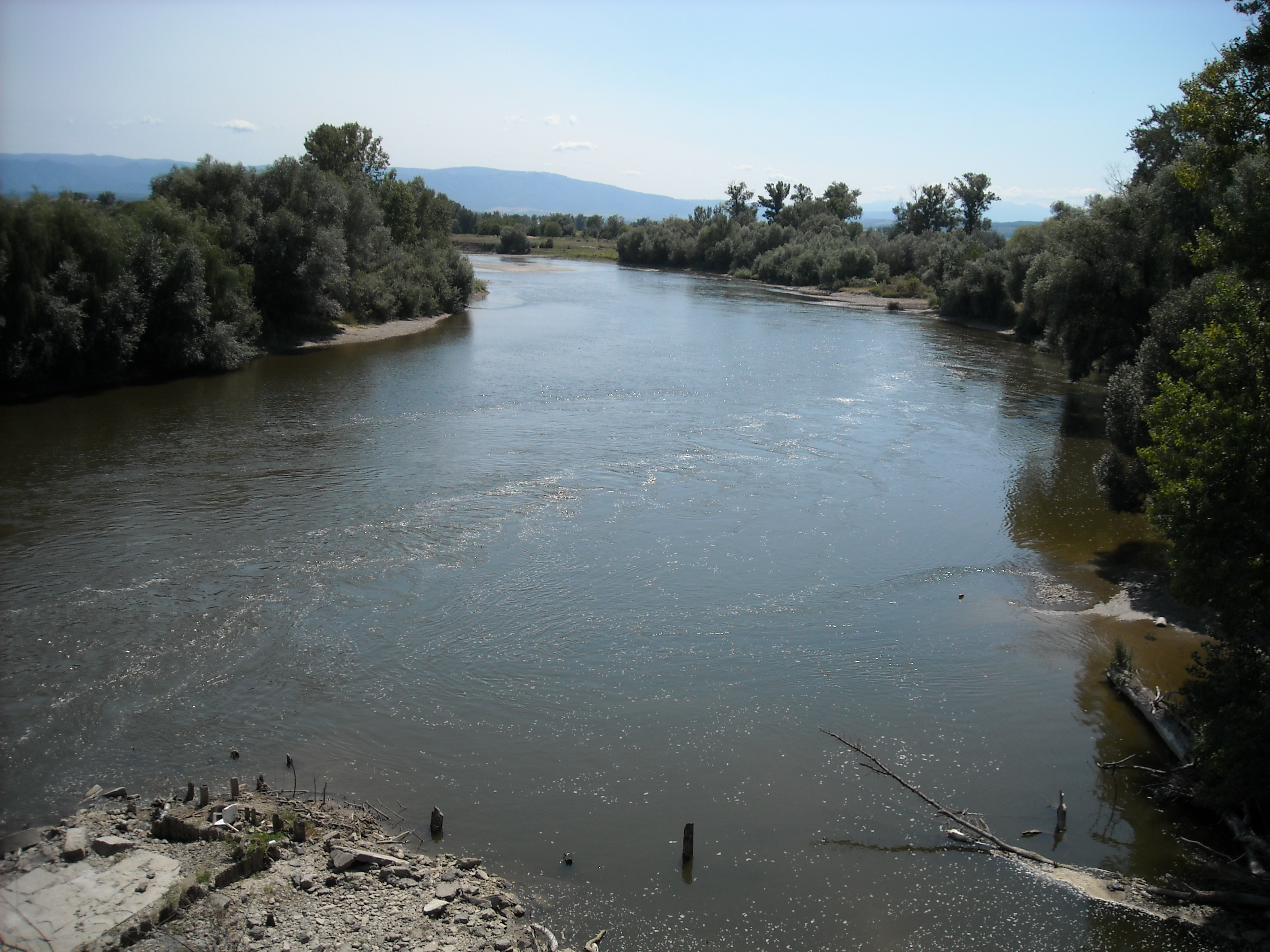
A Maros Gyalmárnál